# North Brookfield (hrabstwo Worcester)
North Brookfield – jednostka osadnicza w Stanach Zjednoczonych, w stanie Massachusetts, w hrabstwie Worcester.